# 金森通倫
金森 通倫（かなもり みちとも、「つうりん」とも　安政4年8月15日〈1857年10月2日〉 - 昭和20年〈1945年〉3月4日）は、日本の牧師、伝道者、宗教家。別名はポール・カナモリ。明治初期の日本のプロテスタント派の3つの源流の1つである熊本バンドの中心メンバーの一人であった。晩年は湘南の嶺山に隠居し、原始的な洞窟生活をして「今仙人」といわれた。
第102代内閣総理大臣・石破茂の母方の曾祖父である。

## 経歴

### 初期
肥後国玉名郡小天村（現・玉名市天水町小天）に郷士・金森繁蔵の次男として生まれた。その後、理由は分からないが一家は託麻郡本山村（現・熊本市中央区本山）に移り住んでいる。
明治4年（1871年）、日新堂に入塾。

### 熊本バンド
明治9年（1876年）1月30日の夜、花岡山山上の鐘かけ松の下に洋学校の生徒35人が集まり、「奉教趣意書」を読み上げ、キリスト教精神を新しい日本に宣布することを誓い合った。これは「熊本バンド」と呼ばれている。これに加盟した人々のなかには、本山村に在住していた金森のほか、下村孝太郎などがいた。同年8月、熊本洋学校卒業。

### 同志社時代
同年9月、同志社入学、新島襄より受洗。

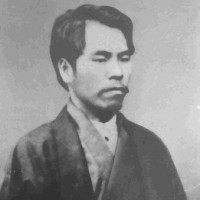
熊本バンドで同志社英学校出身の日本組合基督教会岡山教会牧師金森通倫

明治12年（1879年）6月、同志社神学科卒。

### 牧師時代

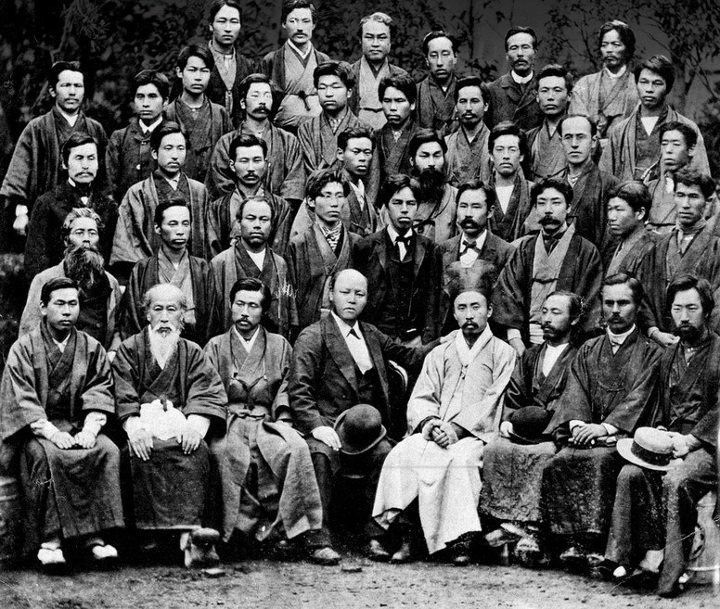
1883年の第三回全国基督信徒大親睦会の幹部、金森は後ろから2列目の右から4人目

明治13年（1880年）10月、日本組合基督教会岡山教会牧師（-1886年9月）。岡山教会牧師時代に、熊本バンドのメンバー(宮川経輝、海老名弾正、横井時雄、小崎弘道、上原方立、加藤勇次郎)と東京の新栄教会で開催された第三回全国基督教信徒大親睦会に幹部として出席する。明治16年（1883年）6月、同志社普通学校長兼神学校長（-1884年3月）。明治17年（1884年）7月、東京番町教会牧師（-1885年4月）。明治18年（1885年）、自由党入党、『自由新聞』主筆。明治20年（1887年）7月、神戸女学院の卒業生で山陽英和女学校（現山陽学園）主任教師であった西山小寿（1856-1912）と結婚。明治21年（1888年）、同志社長代理として同志社大学設立の募金運動を推進。

### 棄教と再入信
明治31年（1898年）、棄教を宣言し、2月には大蔵省嘱託となり貯蓄奨励運動を行う。大正3年（1914年）、妻・小寿の死を通して信仰を回復して、キリスト教への再入信を表明、救世軍に入隊する。

### ホーリネス時代
昭和2年（1927年）3月、ホーリネス教会入会、中田重治が教会をあげて協力する。東京聖書学院の名誉教授に迎えられる（-1932年3月）。『基督教三鋼領』を改定して出版し、「神・罪・救」の三綱領を説く「金森伝道」を展開。「百万人救霊運動」を提唱し、霊魂狩（たましひがり）という言葉で会員達を鼓舞した。昭和3年（1928年）、 柏木聖書学院の名誉教授に就任する。
昭和5年（1930年）1月、渡米する。ホーリネス・リバイバルの時には日本にはいなかったが、後に運動の中心的な役割を果たす、地方教会をまわって、信徒を激励した。昭和7年（1932年）3月、娘（浜健夫の妻）が胃癌になり、神癒の祈りに没頭するが、死去する。これがきっかけになりホーリネスを脱会する。

### 晩年
昭和20年（1945年）3月4日、福島県郡山市で死去。墓は東京都府中市の多磨霊園にある。

## 人物像

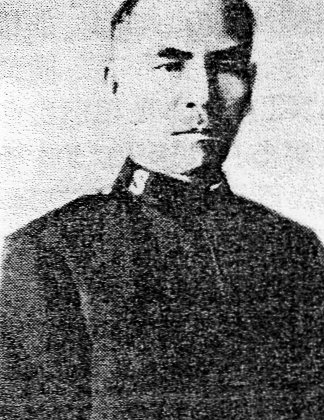
救世軍時代の軍服姿の金森通倫

- 金森一家が養蚕業を始めたことについては、石光真清の「城下の人」に「本山村にも新しい風が吹きはじめた。ついこの間まで本山連といわれて村人から尊敬されていた人々も一人欠け、二人欠け、次々に村を去っていくし、実学派に属する人々のうちでも、竹崎（竹崎順子の家）・古荘（古荘幹郎陸軍大将の家）金森（金森通倫の家）の三家は養蚕業を始めて春になると沢山の村人を雇って桑摘みに蚕飼いに大変な忙しさ‥‥‥」とある[2]。
このほか、金森家の近くにあった三村家も養蚕業を始めている[2]。これは明治になって、士族は生活の手段を失い、窮乏化していたということもあるが、日新堂の竹崎茶堂による影響が大きい[2]。竹崎自身、自宅内に蚕室を作り蚕の飼育をしており、かねてから、これからの日本は製茶・製糸・養蚕・牧畜などの殖産興業を盛んにすることが最も重要であるといっていた[2]。ちなみに本山村で養蚕業を始めた人たちは、竹崎の強い影響をうけた「本山実学党」の人たちであった[2]。
- 「貯金のすすめ」を推進するため全国遊説をした[2]。
- 板垣退助と政談演説をした[2]。

## 家族・親族

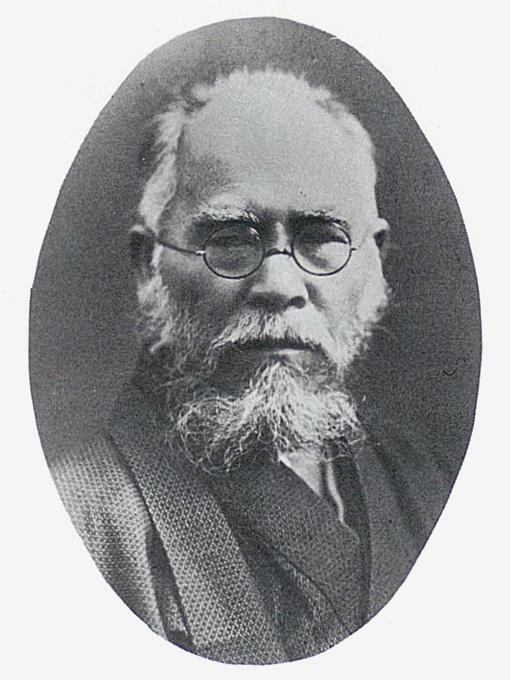
晩年の金森通倫

### 金森家
- 妻（西山）小寿（こひさ）　1882年（明治15年）神戸英和女学校（現･神戸女学院）を第1期生として卒業。母校の教師を務め、1886年から山陽英和女学校主任教師となる。
- 長男・太郎（1888年（明治21年）6月16日生）妻･（原田）花子は1915年に神戸女学院卒業。娘の和子は石破茂の母。
東京帝国大学法科大学独法科卒。農商務、内務官僚。徳島県知事、山形県知事。
- 次男・次郎（1889年（明治22年）10月31日生）
東京帝国大学工学部機械科卒。東京光学機械（現：トプコン）元社長。山之内製薬（現：アステラス製薬 ）元顧問。
- 長女・三壽（1891年（明治24年）5月生）
東京女子高等師範学校卒。ジャパンタイムズ社長や国際基督教大学（ICU）名誉理事長を務めた東ヶ崎潔の元妻。
- 次女・四壽（1893年（明治26年）2月生）
市田幸四郎の妻。長男は国際サッカー連盟 (FIFA) 常任理事の市田左右一。
- 三男・五郎（1894年（明治27年）9月27日生） 
九州帝国大学医学部卒[4]。郡山脳病院（現：針生ヶ丘病院）院長[5]。
- 女・壽々子（1903年（明治36年）5月生） 
陸軍司政長官を務めた濱田清治の元妻[6][7]。
- 五女・壽々枝（1905年（明治38年）5月生）  
明治学院大学経済学部教授を務めた濱健夫の妻。
- 四男・九郎（1907年（明治40年）5月26日生）
東京帝国大学工学部冶金科卒。富士製鉄元常務取締役。

## 関連人物
- 板垣退助
- 新島襄
- 上代知新
- 福西志計子
- 留岡幸助

## 系譜
金森家（熊本県玉名市、東京都）